# Gerrie Went
Gerrie Went ('s-Heerenberg, 19 oktober 1940) was een Nederlandse voetballer van De Graafschap in Doetinchem. Hij speelde op De Vijverberg van 1958 tot 1962. Hij stond bekend om zijn hard schot.
Na zijn loopbaan bij De Graafschap ging hij in 1962 bij MvR in zijn geboortedorp spelen. Van die club werd hij ook trainer van de A-junioren. Verder was hij trainer van het eerste elftal van een voetbalvereniging in het Duitse Anholt waar hij overdag werkzaam was.

## Carrièrestatistieken
| Seizoen         | Club            | Land            | Competitie       | Competitie | Competitie | Beker | Beker | Internationaal | Internationaal | Overig | Overig | Totaal | Totaal |
| Seizoen         | Club            | Land            | Competitie       | Wed.       | Dlp.       | Wed.  | Dlp.  | Wed.           | Dlp.           | Wed.   | Dlp.   | Wed.   | Dlp.   |
| --------------- | --------------- | --------------- | ---------------- | ---------- | ---------- | ----- | ----- | -------------- | -------------- | ------ | ------ | ------ | ------ |
| 1958/59         | De Graafschap   | Nederland       | Eerste divisie A | –          | 0          | –     | 0     | 0              | 0              | 0      | 0      | –      | 0      |
| 1959/60         | De Graafschap   | Nederland       | Eerste divisie B | –          | 0          | –     | –     | 0              | 0              | 0      | 0      | –      | 0      |
| 1960/61         | De Graafschap   | Nederland       | Tweede divisie   | –          | 4          | –     | 2     | 0              | 0              | 0      | 0      | –      | 6      |
| 1961/62         | De Graafschap   | Nederland       | Tweede divisie   | –          | 0          | –     | 0     | 0              | 0              | 0      | 0      | –      | 0      |
| Carrière totaal | Carrière totaal | Carrière totaal | Carrière totaal  | –          | 4          | –     | 2     | 0              | 0              | 0      | 0      | –      | 6      |